# 청주 삼월비
청주 삼월비(淸原 三月碑)는 충청북도 청주시 청원구 오창읍에 있는 비석이다. 1995년 6월 30일 충청북도의 문화재자료 제14호로 지정되었다.

## 개요
충성스러운 노비였던 삼월의 공을 기리고 있는 비로, 규모는 작지만 상태가 좋은 편이다.
4각의 받침돌 위에 비몸을 얹은 모습이며, 앞면에 비의 명칭을 새기고, 뒷면에 삼월의 공적을 적어 놓았다. 비문에 의하면 삼월은 청풍 김씨 집안의 여종으로 주인의 맏아들인 김윤이 태어난지 3일만에 그 어머니가 죽자 젖을 먹여 키웠다. 김윤이 성장하여 결혼했으나 아이를 남긴 채 그 마저 죽자, 그 아들을 정성껏 키워 주었다. 후에 이 아들이 높은 벼슬에 올라 가문이 번창하니, 그 공을 모두 삼월에게 돌리고 있다.
삼월에 대한 고마움에 답하고자 조선 정조 20년(1796) 김윤의 후손들이 이 비를 세웠으며, 비문은 정조 때 좌의정을 지낸 김종수가 짓고, 글씨는 김치희가 썼다.

## 참고 자료
- 청주 삼월비 - 국가유산청 국가유산포털